# Revit
Revit — программный комплекс компании Autodesk для автоматизированного проектирования, реализующий принцип информационного моделирования зданий (BIM). Предоставляет возможности трёхмерного моделирования частей здания и плоского черчения элементов оформления, создания пользовательских объектов, организации совместной работы над проектом.
База данных Revit может содержать информацию о проекте на различных этапах жизненного цикла здания (4D BIM).

## История
Компанию Charles River Software, выпустившую первую версию пакета, основал в октябре 1997 года Леонид Райц; в феврале 1998 года к фирме присоединяется Ирвин Юнграйц. Первая предварительная версия продукта (Версия 0.1 — Early Adopter 1) вышла в ноябре 1999 года; первый полнофункциональный выпуск (1.0) состоялся в апреле 2000 года; в августе того же года вышла версия 2.0.
В апреле 2002 года компанию Райца поглотила Autodesk, которая продолжила нумерацию выпусков продукта (4.5 вышла в мае 2002 года, в декабре 2002 года — версия 5.0, в декабре 2003 года — 6.0, в декабре 2004 года — 7.0).
В дальнейшем Autodesk разработала три версии программы для различных стадий проектирования зданий:
- Revit Architecture — для архитекторов и дизайнеров зданий;
- Revit Structure — для проектировщиков несущих конструкций;
- MEP — для инженеров электроснабжения, вентиляции и водоснабжения.

Начиная с версии 2013 года продукты объединены в один программный комплекс Revit. Также с данной версии доступен Revit LT с ограниченными возможностями 3D-моделирования.
Revit доступен для заказа как самостоятельный продукт, либо как часть пакета программ Autodesk Building Design Suite версий Platinum и Ultimate. Доступна полнофункциональная 30-дневная пробная версия.
В программе 2015 года прекращена поддержка 32-битных версий Windows.

## Технология работы
Этапом любой проектной работы и последующего строительства является подготовка технической и сопроводительной документации. От скорости и достоверности документации могут зависеть многие процессы, в том числе и скорость строительства и безопасность объекта. Именно по этой причине, одной из ключевых особенностей любого решения для проектирования является детализация всех процессов и элементов проекта. Также учитывается удобство работы с документацией, так как со стороны заказчика могут вноситься правки, в которых незначительные на первый взгляд изменения в масштабных проектах  выльются по итогу в десятки часов кропотливой работы.
В целом проектирование в Revit выполняется в следующей последовательности:
- выполняется предварительная «разбивка» будущего здания по высоте (на этажи, при помощи инструмента «Уровень») и по горизонтали (на блоки, при помощи инструмента «Ось»). Данные элементы составят «скелет» будущей модели;
- создаётся трёхмерная модель здания, в процессе работы используются предварительно созданные библиотечные элементы («семейства» в терминологии Revit), содержащие «шаблон» элемента модели: например, двутавровая балка, сечение которой загружается из нормативного справочника (что ускоряет процесс проектирования), но которая может быть выполнена любой длины в модели; таким образом в модели размещаются стены, перекрытия, окна и двери, сантехническое оборудование и так далее;
- размещаются и настраиваются дополнительные элементы, такие как «Помещения» и «Зоны», выполняется наполнение элементов атрибутивной информацией, например, указываются марки, артикулы элементов;
- проводится анализ здания на соответствие архитектурным, конструктивным, санитарным, противопожарным и другим требованиям. При необходимости выполняется корректировка модели;
- выполняется создание «видов» модели — планов этажей, фасадов и разрезов, локальных фрагментов модели. Виды размещаются на листах чертежей в определённом масштабе. Получаемые виды модели могут быть глубоко настроены, например, на некоторых чертежах определённые элементы могут быть отключены (на плане квартиры не показывается армирование перекрытия, но при этом на чертежах конструкций армирование будет отображаться), либо настроены более сложным образом (противопожарные перегородки выделены красным цветом на планах противопожарных мероприятий). Виды имеют двустороннюю ассоциативную связь с 3D-моделью: так, при изменении положения стен в 3D-модели автоматически будут откорректированы все планы и разрезы, на которых отображались данные стены; то же произойдет и в обратном направлении;
- чертежи дополняются аннотациями: выносками, текстовыми примечаниями, табличными данными. Данные элементы так же сохраняют ассоциативную связь с 3D-моделью: например, при изменении типа двери одновременно изменится марка двери на чертеже и в спецификации дверей, то же справедливо в обратном направлении;
- выполняется печать чертежей или передача 3D-модели и документации, например, для последующего использования в другом программном обеспечении.

## Интерфейс
Во вкладке «Главная» расположены основные подразделения для прорисовки конструкций (ограждения, пандусы, лестницы, рисование базы, армирование, работа с рабочими плоскостями и др.).
Во вкладке «Вставка» идет управление подложками, внешними приложениями САПР и др.
Во вкладке «Аннотации» расположена панель управления размеров, детализации элементов, текст и т. д.
На вкладке «Вид» можно использовать функцию «Разрез» для получения соответствующих сечений зданий.